# Río Pacual
Río Pacual är ett vattendrag i Colombia.   Det ligger i departementet Nariño, i den sydvästra delen av landet, 500 km sydväst om huvudstaden Bogotá.